# مختصر القدوري
مختصر القدوري هو كتاب فقه في فروع الحنفية تأليف أبي الحسين أحمد بن محمد القدوري البغدادي الحنفي. أطلق عليه مؤلفه لفظ (الكتاب) ويتداول اهل المذهب العنوان الشائع وهو (مختصر القدوري)، وهو متن مختصر متداول بين الأئمة الأعيان. رتبه القدوري على ثلاثةٍ وستين باباً بدأها بأبواب العبادات من طهارة وصلاة وختمها بالفرائض؛ ويذكر فيه خلاف أئمة الحنفية ويقارن بينها.

## أقوال
قال الميداني في اللباب: «إن الكتاب المبارك للإمام القدوري قد شاعت بركته حتى صارت كالعِلْم الضروري، ولذا عكفت الطلبة على تفهمه وتفهيمه، وازدحموا على تعلمه وتعليمه».
وأثنى عليه الشيخ عبد الحميد بن عبد الحكيم اللكنوي أحد متأخري علماء الحنفية فقال: «كتابه هذا متن متين كأنه بحرٌ زاخر، وغيثٌ ماطر، جامعٌ صغير، ونافعٌ كبير، أحسنُ متون الفقه وأفضلها وأتمّها فائدةً وأكملها، طارت عليهرياح القبول، وصار متداولاً بين العلماء الفحول، حتى اشتهر في الأمصار والأعصار كالشمس على رابعة النهار، يتميز بوضوح اللفظ وسلاسة العبارة، وسهولة الأسلوب، رتبه على ثلاثةٍ وستين باباً بدأها بأبواب العبادات من طهارة وصلاة وختمها بالفرائض. ويذكر فيه خلاف أئمة الحنفية ويقارن بينها.»

## شروحه
وقد قام العلماء بشرح متنه هذا فبلغ عددهم سبعة وخمسون عالمًا محققًا ، وبلغت مسائل المتن اثنا عشر ألف مسألة مرتّبة على أبواب الفقه. ومن أهم شروحه:
- شرح مختصر القدوري لأبي نصر الأقطع.[6]
- جامع المضمرات والمشكلات في شرح مختصر الإمام القدوري ليوسف بن عمر بن يوسف الكادوريّ.[7]

- اللباب في شرح الكتاب، تأليف عبد الغني الغنيمي الميداني.[8]
- خلاصة الدَّلائل في تنقيح المسائل، تأليف حسام الدين علي بن أحمد بن مكي الرازي.
- الجوهرة النيرة شرح مختصر القدوري لأبو بكر بن علي بن محمد الحدادي.[9]
- السراج الوهاج الموضح لكل طالب محتاج لأبى بكر محمد بن على محمد الحدادي.[10]

## الطبعات
- طبعة العلمية، دار الكتب العلمية، 1997، 255 صفحة  من تحقيق :كامل محمد محمد عويضة [11]
- طبعة الريان، مؤسسة الريان، 2005، 671 صفحة، تحقيق :عبد الله نذير أحمد مزي [12]